# خورشیدگرفتگی ۱۱ سپتامبر ۱۹۶۹
خورشیدگرفتگی ۱۱ سپتامبر ۱۹۶۹ (به انگلیسی: Solar eclipse of September 11, 1969) یک خورشیدگرفتگی از نوع خورشیدگرفتگی حلقه‌ای است. این خورشیدگرفتگی در تاریخ ۱۱ سپتامبر ۱۹۶۹ میلادی (‎۲۰ شهریور ۱۳۴۸ خورشیدی) روی داد که زمان اوج آن، ساعت ۱۹:۵۸:۵۹ به‌وقت ساعت هماهنگ جهانی بوده‌است. مدت زمان و طول این خورشیدگرفتگی ۳ دقیقه و ۱۱ ثانیه بود.